# Дорожня карта (газета)
«Дорожня карта» — газета громадської організації «Товариство учасників руху», видається з 2008 року у Харкові. Видання присвячене захисту інтересів та прав всіх учасників дорожнього руху, пропагує світові стандарти безпеки та комфорту на дорогах України.
Виходить двічі на місяць. Чорно-біле видання з кольоровими вставками, формат А4, 16 сторінок. Тираж — 10 000 примірників. Географія розповсюдження на 2008 рік — м. Харків та Харківська область.

## Рубрики газети
- «Розслідування „ДК“»
- «Автоклуб»
- «Юридична консультація»
- «Народна оцінка»
- «Ретро-салон»
- «Поради психолога»
- «Людина, суспільство, політика»